# شهرستان ریچلند (کارولینای جنوبی)
شهرستان ریچلند، کارولینای جنوبی (به انگلیسی: Richland County, South Carolina) یک سکونتگاه مسکونی در ایالات متحده آمریکا است که در کارولینای جنوبی واقع شده‌است.

## خصوصیات
شهرستان ریچلند ۱٬۹۹۹٫۴۸ کیلومترمربع مساحت دارد.